# Абукир (броненосен крайцер, 1900)
Абукир (на английски: HMS Aboukir, Кораб на Негово Величество „Абукир“) е броненосен крайцер, един от крайцерите тип „Креси“, построени за Кралския флот на Великобритания в края на 19 и началото на 20 век. Носи името си в чест на Сражението при Абукир. След влизането в строй, през 1902 г., е насочен в Средиземно море, където и носи по-голяма част от активната си служба. При завръщането си в родината, през 1912 г., е зачислен в резерва на флота. През Първата световна война, има незначителна роля в сражението в Хелголандския залив, няколко седмици след началото на войната. На 22 септември 1914 г. „Абукир“, заедно с два еднотипни кораба е торпилиран и потопен от немската подводница U-9, жертви сред екипажа са 527 души.

## Конструкция
Проектната водоизместимост на „Абукир“ е 12 190 t (12 000 дълги тона). Кораба има обща дължина 143,9 m (472 фута), ширина 21,3 m (69 фута 9 дюйма) и проектно газене при пълна водоизместимост 8,2 m (26 фута 9 дюйма). Задвижва се от две 4 цилиндрови парни машини с тройно разширение, всяка въртяща един вал, с обща мощност 21 000 индикаторни конски сили (15,66 kW) и скорост 21 възела (39 km/h; 24 мили в час). Парата се изработва в 30 водотръбни котли „Белвил“. На ходовите изпитания „Креси“ развива ход от 20,7 възела (38,3 km/h; 23,8 мили в час), ставайки най-бавният кораб от своя тип. Максималния запас въглища е 1600 дълги тона. Числеността на екипажа е между 725 до 760 офицера и матроса.

### Въоръжение
Главният калибър е представен от две 9,2 дюймови (234 mm) оръдия в еднооръдейни кули на носа и кърмата. Установките имат ъгъл на възвишение до 15°, което осигурява за 170 kg им снаряди максимална далечина на стрелбата равна на 14 200 m. Средния калибър се състоот дванадесет 6 дюймови (152 mm) оръдия Mk VII, които са разположени в каземати по бордовете. Осем от тях се намират на главната палуба и могат да се използват само в безветрено време. Те изстрелват 45,4 kg снаряди и имат максимална далечина на стрелбата, равна на 12 200 ярда (11 200 m). Дванадесет 12 фунтови оръдия са предназначени за защита от миноносци, осем в каземати на горната палуба и четири – в надстройката. На крайцера има два подводни 18 дюймови (457 mm) торпедни апарата.

### Брониране
Круповска броня. Главния брониран пояс е с дебелина 152 mm и височина 4,5 метра, отпред и отзад се затваря от броневи траверси с дебелина 127 mm. Бронираната палуба има дебелина 25 mm, а от кърмовия траверс към кърмата 76 mm. Бронята на кулите е 152 mm, бронята на казематите е от 127 до 51 mm, на бойната рубка – 305 mm. Дължината на бронирания пояс е 70 m.

### Гибел
Сутринта на 22 септември „Креси“, „Абукир“ и „Хог“ патрулират, без съпровождение на есминци, тъй като последните са принудени да се скрият от лошото време. Трите крайцера плават в килватерен строй със скорост 10 възела, с дистанция 2000 m помежду им. Те не очакват подводна атака, но има поставено наблюдение и едно оръдие по всеки борд се намира в постоянна готовност да атакува всеки открит вражески кораб.
Германската подводница U-9  на капитан-лейтенанта Ото Вединген има задачата да атакува британските транспорти в източната част на Ла Манш, но е принудена да смени позиция и да търси укритие от бурята. Германския командир забелязва британските кораби на дистанция, когато вече е възможно да ги атакува с торпеда. Той, обаче, решава да се приближи, за да използва по-ефективно използване на торпедното оръжие. В 06:20 ч. Ведиген изстрелва едно торпедо по „Абукир“. Торпедото поразява крайцера в десния борд в района на машинното отделение; командира на „Абукир“ решава, че крайцера се е натъкнал на мина, за това и заповядва на другите кораби да се приближат, за да приемат ранените. „Абукир“ започва бързо да се накренява и в 6:55 се преобръща, независимо от взетите мерки по контранаводняване на отсеци.

## Коментари
1. ↑  Фактическия ∅ на торпедото е 17,72 дюйма (450 mm)